# Ermita de Santiago (Ateca)
La ermita de Santiago es una ermita de culto católico situada en las cercanías del municipio zaragozano de Ateca, España, a unos dos kilómetros del casco urbano, en lo alto del cerro del mismo nombre a 747 m s. n. m.

## Descripción
Se trata de una pequeña ermita dedicada a Santiago el Mayor, conocida al menos desde el siglo XVI cuando estaba bajo la advocación de San Cristóbal de Licia. Se encuentra en las cercanías del cementerio, de terminación muy sencilla, construida en mampostería. Desde el exterior se aprecia un único volumen rectangular, con cubierta a dos aguas y que recientemente ha sido restaurada en su totalidad. Es una de las más antiguas del municipio. El día 25 de julio se realiza una romería.